# Inflation en 2021-2023

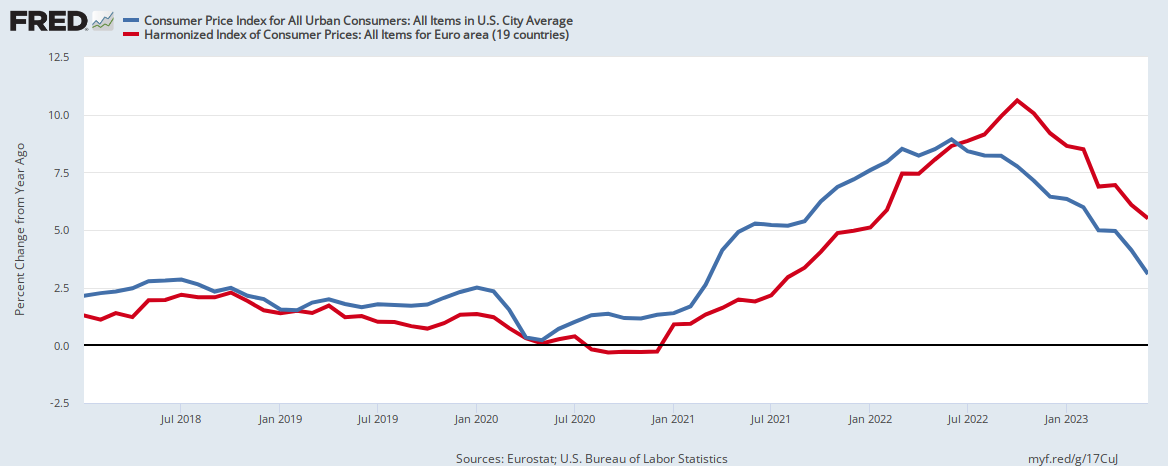
Taux de l'inflation de l'Eurozone (19 pays, en rouge) et des États-Unis (en bleu) de janvier 2018 à juin 2023.

L'augmentation de l'inflation en 2021-2023 est un phénomène historique et macroéconomique de moyen terme durant lequel l'inflation a augmenté de manière généralisée dans le monde. Cet épisode fait l'objet de débats économiques quant à ses causes, ses effets et les différents moyens possibles d'y remédier ou d’en atténuer les conséquences.

## Contexte

### Ralentissement de l'économie et demande réprimée
La pandémie de Covid-19 provoque un ralentissement de l'économie mondiale en 2020, d'autant plus fort que plusieurs États mettent en œuvre une politique de confinements. En conséquence des fermetures et des quarantaines, ainsi que de la rupture des chaînes d'approvisionnement mondiales, la demande agrégée (la consommation) chute brutalement. Cette baisse de la consommation est particulièrement forte dans le domaine des services. Du fait des réductions de possibilités d'achats et des politiques budgétaires à base de transferts fiscaux (aides aux ménages), 2021 s'ouvre sur une période d'épargne élevée et de demande prête à être libérée.

### Inflation durablement faible et tensions déflationnistes
Cet environnement est propice à la hausse du chômage, car les entreprises licencient (ou ont recours au chômage partiel) en anticipant un recul de leur chiffre d'affaires. Moins de salaires sont distribués et consommés, l'octroi de crédit baisse, et ainsi l'inflation chute. C'est notamment le cas aux États-Unis, où le taux de chômage passe d'un niveau particulièrement faible (autour de 3,5 %) à 13 %.
Par conséquent, les pays développés abordent 2021 avec une inflation faible, une dynamique de désinflation, voire de déflation. Cette évolution est renforcée par une chute des prix des énergies due à la chute de leur demande.

## Augmentation de l'inflation

### Dans les pays développés
| Évolution de l'inflation (2020 - 2022) | Évolution de l'inflation (2020 - 2022) | Évolution de l'inflation (2020 - 2022) | Évolution de l'inflation (2020 - 2022) |
| Pays ou région du monde                | 2020                                   | 2021                                   | Août 2022                              |
| -------------------------------------- | -------------------------------------- | -------------------------------------- | -------------------------------------- |
| Monde entier                           | 1,9 %                                  | 3,4 %                                  | 8 %                                    |
| Europe et Asie centrale                | 1,2 %                                  | 3,1 %                                  | 9,1 %                                  |
| Amérique latine et Caraïbes            | 1,4 %                                  | 4,3 %                                  | 9,9 %                                  |
| Brésil                                 | 3,2 %                                  | 8,3 %                                  | 8,8 %                                  |
| Asie du Sud                            | 5,7 %                                  | 5,5 %                                  | 4,5 %                                  |
| Australie                              | 0,8 %                                  | 2,9 %                                  | 7,8 %                                  |
| Corée du Sud                           | 0,5 %                                  | 2,5 %                                  | 5,6 %                                  |
| Japon                                  | 0,0 %                                  | −0,2 %                                 | 3 %                                    |
| Chine                                  | 2,4 %                                  | 1,0 %                                  | 2,3 %                                  |
| Canada                                 | 0,7 %                                  | 3,4 %                                  | 7,6 %                                  |
| Royaume-Uni                            | 1,0 %                                  | 2,5 %                                  | 9,9 %                                  |
| France                                 | 0,5 %                                  | 1,6 %                                  | 5,9 %                                  |
| États-Unis                             | 1,2 %                                  | 4,7 %                                  | 8,2 %                                  |

L'épisode inflationniste touche les pays développés comme les pays émergents. Toutefois, les premiers sont plus nombreux à avoir une inflation supérieure à leur objectif : en 2021, plus de 60 % des pays développés sont dans une telle situation, contre un peu plus de 50 % pour les pays émergents ; en 2022, presque l'intégralité des pays développés contre à peu près 80 % des pays émergents.

#### En zone euro
En août 2021, l'inflation passe la barre des 3 % dans la zone euro, pour la première fois depuis 2012. En novembre 2021, l'inflation dans la zone euro est de 4,9 %, soit le niveau maximal depuis la création de la monnaie unique. Très exposés à la crise énergétique, les pays baltes subissent une inflation très importante, l'Estonie voit un taux de 20,1 % sur un an en mai 2022, suivie de la Lituanie (18,5 %) et de la Lettonie (16,4 %). En République tchèque, l’inflation accélère depuis mi-2021 jusqu’à atteindre 18,0 % en septembre 2022 pour une prévision d’inflation moyenne en 2022 de 15-16 %.
En 2021, l'Allemagne contribue à l'inflation de la zone euro à hauteur de 29,2 %, contre 20,2 % pour la France, 16,4 % pour l'Italie et 10,6 % pour l'Espagne.

##### En France
L'inflation augmente moins en France que dans les pays voisins en 2021. Selon la Banque de France, en 2022 l'indice des prix à la consommation harmonisé (IPCH) « pass[e] de 5,1 % en rythme annuel en mars à 5,4 % en avril, puis 5,8 % en mai ».

#### Aux États-Unis
L'inflation atteint des niveaux qui sont, depuis les années 1980, des records. En juin 2022, aux États-Unis elle atteint 9,1 %, la plus élevée depuis novembre 1981. Néanmoins, elle commence à se normaliser et devrait avoisiner les 3 % d'ici juin 2023.

#### Au Royaume-Uni
Les prix à la consommation augmentent de 5,4 % au Royaume-Uni sur l'année 2021, soit le taux d'inflation le plus élevé depuis que le pays a adopté une cible d'inflation en 1992.

## Causes

### Pandémie de Covid-19 et rupture des chaînes d'approvisionnement
Plusieurs études économiques pointent du doigt le rôle de la désorganisation ou de la rupture des chaînes d'approvisionnement provoquées par la pandémie de Covid-19 dans l'inflation. Les entreprises ayant plus de mal à obtenir les biens de production (biens intermédiaires) nécessaires à leur activité, elles produisent moins et doivent payer des prix plus élevés pour obtenir des substituts.
Une étude menée par le Economic Policy Institute estime en 2022 qu'entre le deuxième trimestre 2020 et le quatrième trimestre 2021, 38,3 % de l'inflation américaine a été causée par l'augmentation des coûts des intrants ; entre 1979 et 2019, en moyenne 26,8 % de l'inflation était causée par cette augmentation des coûts.
De manière cohérente avec ce résultat, une étude statistique de Leibovici et Dunn montre en 2021 que les augmentations de prix ont été plus importantes dans les industries dépendantes des semi-conducteurs, une classe de matériaux particulièrement touchée par la rupture de la chaîne d'approvisionnement mondiale.
En 2021, Forbes[Lequel ?] et ses collègues[C'est-à-dire ?] soutiennent que l'inflation est en grande partie causée par la rupture des chaînes d'approvisionnement et l'augmentation subséquente du prix des biens intermédiaires. Ils remarquent que cet état de fait est lié à l'éclatement des chaînes d'offre et de production, dû à la mondialisation. Deloitte remarque, dans une étude macroéconomique en 2022, que la rupture des chaînes d'approvisionnement ayant touché les biens plus que les services, la hausse des prix de ces derniers a été modérée (+3,8 % aux États-Unis) entre novembre 2020 et novembre 2021, quand les biens durables faisaient face à une hausse de 14,9 %.

### Augmentation des prix de l'énergie
Les prix de l'énergie, qui augmentent fortement dans le monde en 2021 et en 2022, sont l'un des principaux facteurs de l'augmentation de l'inflation. Une étude de la Banque centrale européenne, « Rising Inflation: Transitory or Cause of Concern? », montre qu'à partir de 2021, l'inflation s'exprime majoritairement par l'évolution des prix de l'énergie dans la zone.
En 2021, l'augmentation du coût de l'électricité et du gaz est de 19 % en France, 33 % en Italie et 60 % en Belgique. Une décomposition des causes de l'augmentation des prix en Belgique, en Italie et en France montre que les prix de l'eau, de l'électricité, du gaz et d'autres carburants sont le premier facteur, loin devant les prix de l'immobilier et les loyers (en Italie) et l'augmentation du coût de l'alcool et du tabac (en France).
En France, la hausse des coûts des consommations intermédiaires, dont l’énergie, est la principale source de la hausse des prix de la production pour tous les secteurs, sauf les services hors sphère marchande. Cette contribution des coûts des intrants est particulièrement forte pour l’industrie, et tout spécialement l’agroalimentaire, pour l’agriculture et l’hébergement restauration.
Dans le cas des pays baltes, qui ont connu les taux d'inflation les plus élevés de l'Union européenne, le coût de l'énergie est responsable de cette inflation record en raison notamment du fait que le pétrole et le gaz russes étaient importants dans leur mix énergétique.

### Politiques budgétaires expansionnistes et assouplissements quantitatifs
Les programmes d'assouplissement quantitatif ont vocation à stimuler la croissance et l'inflation en situation de croissance faible et de risque déflationniste. Si la situation déflationniste du début de crise sanitaire justifie la mise en œuvre de programmes d'assouplissement quantitatif, les banques centrales prennent le risque d'augmenter la masse monétaire en même temps que la production de biens diminue, pouvant provoquer de l'inflation. Certaines banques centrales, comme la Hong Kong Monetary Authority, remarquent dans des articles de recherche dès avril 2020 que ces programmes portent le risque d'une augmentation de l'inflation à l'avenir,.
Aussi, les politiques budgétaires expansionnistes stimulent théoriquement l'inflation dans la mesure où l'augmentation des dépenses publiques provoque une augmentation de la demande ; le canal de l'emploi joue aussi, car un taux de chômage en baisse stimule les dépenses des ménages. Ainsi, en 2021, l'économiste Olivier Blanchard, puis Lawrence Summers mettent en garde le gouvernement fédéral américain contre le American Rescue Plan Act, qui pèse 1 900 milliards de dollars, en ce que la baisse du chômage subséquente pourrait stimuler l'inflation. Une étude publiée en mai 2021 par Gita Gopinath et des collègues va dans ce sens, car elle estime que les plans de relance étasuniens auront pour conséquence une augmentation de l'inflation d'ici 2023 par le canal de l'emploi : une chute du chômage à un niveau faible (entre 1,5 % et 3,5 %) devait aboutir à un taux d'inflation entre 2,5 % et 3 % en 2023.

### Augmentation des profits des entreprises
L'étude du Economic Policy Institute de 2022 estime que parmi les sociétés non financières américaines, 53,9 % de l'augmentation des prix est due à l'augmentation des profits des entreprises. La note estime pour comparaison qu'entre 1979 et 2019, l'augmentation des profits ne causait que 11,4 % de l'augmentation totale des prix. Une enquête du Congrès des États-Unis estime que les marges des entreprises de transport ont augmenté de 201 %, et celles de l'industrie de la viande de 51 %.
Alternatives économiques fait remarquer que cette politique d'augmentation des marges par les entreprises leur permet de ne pas répercuter l'augmentation du coût des intrants par une baisse des salaires.
Ce mécanisme ne semble pas avoir joué en France, selon Alternatives économiques, qui souligne que le taux de marge des entreprises, après avoir augmenté en 2021 sous l'effet des aides et subventions publiques, s'est replié en 2022. Il est passé de 36,3 % au T1 2021 à 31,6 % au TA 2022. Un rapport de l'Inspection générale des finances en novembre 2022 indique que les hausses de marges ont été marginales ou inexistantes en France pour un échantillon de douze produits alimentaires du quotidien : le jambon cuit, le bœuf haché, l’escalope de poulet, le lait demi-écrémé, le veau, la viande ovine, le yaourt nature, le beurre, l’emmental, le camembert, la baguette et les pâtes alimentaires.

### Réduction de la production agricole
Le rapport l'Inspection générale des finances publié en novembre 2022 montre que, dans le domaine de l'agroalimentaire, l'inflation « s’explique essentiellement par celle des prix des matières premières agricoles », et que « pour la moitié des produits, la grande distribution diminue sa marge brute ». Elle conclut que « pour plus des deux tiers des produits, les analyses menées montrent que l’augmentation des coûts de production de l’industrie agroalimentaire est significativement supérieure à l’évolution de sa marge brute ».

### Augmentation des salaires
Un marché du travail tendu, où les entreprises ont du mal à recruter, contraint les demandeurs de travail (les entreprises) à proposer des salaires plus élevés pour recruter. Or, plusieurs pays se trouvent, en 2021, dans une situation de marché du travail tendu. Toutefois, l'étude menée par le cabinet de conseil aux entreprises Deloitte en février 2022 montre que les augmentations de salaire ont joué un rôle mineur voire nul dans l'augmentation de l'inflation. Entre le troisième trimestre 2020 et le troisième trimestre 2021, les salaires réels ont chuté de 1 % au Canada et de 0,25 % en Allemagne. L'augmentation a été de 0,5 % au Japon et de moins d'1% aux États-Unis.
Le Economic Policy Institute estime dans une étude de 2022 qu'entre 2020 (T2) et 2021 (Q4), seulement 7,9 % de l'inflation américaine est due à l'augmentation du coût du travail ; à titre de comparaison, l'étude remarque qu'entre 1979 et 2019, 61,8 % de l'inflation a été due à l'augmentation du coût du travail.

### Guerre en Ukraine
L'invasion de l'Ukraine par la Russie en 2022 accentue la hausse des prix de l'énergie et de certains biens de production dont les deux pays sont d'importants fournisseurs au niveau international.
Dans un article de 2022, la Banque de France remarque que « le conflit en Ukraine a entraîné une baisse importante des exportations russes de diesel (la France importe autour de 20 % de son diesel depuis la Russie), contribuant à une hausse des marges de raffinage, qui sont in fine répercutées dans les prix à la pompe » ; or, l'énergie est le premier facteur d'augmentation des prix dans le pays cette année-là.

### Autres
Durant la seconde moitié de 2021, l'annulation par l'Allemagne de sa politique de réduction du taux de TVA augmente de 0,3 points de pourcentage l'inflation dans la zone euro. Sur toute l'année 2021, la nouvelle taxe carbone allemande contribue à 0,1 points de l'inflation de la zone.

## Conséquences

### Baisse du pouvoir d'achat
L'inflation est une baisse de la valeur de la monnaie. Elle réduit le pouvoir d'achat des agents économiques dès lors que leur revenu n'augmente pas aussi vite que l'inflation. Une telle situation se produit en 2021 dans plusieurs pays, comme au Canada et en Allemagne.

### Politique monétaire restrictive
Les remèdes à une inflation élevée sont d'ordinaire douloureux, car ils consistent, pour la banque centrale, à mettre en place une politique monétaire restrictive. Olivier Blanchard, Lawrence Summers et Joseph Gagnon notent chacun que l'inflation élevée pourrait requérir des politiques monétaires particulièrement restrictives, qui causeraient des récessions généralisées.

### Troubles sociaux
Dans une note publiée en octobre 2022, la Compagnie française d'assurance pour le commerce extérieur (Coface) estime que l'augmentation de l'inflation pourra être le déclencheur, dans les années suivantes, de troubles sociaux,.

## Débats et controverses

### Risque de boucle salaires-prix
L'épisode inflationniste réactive certains programmes de recherche économique sur les liens entre l'augmentation des salaires en temps d'inflation et l'augmentation de l'inflation. Une étude de 2022 estime que la spirale salaires-prix est d'autant plus forte que le pays connaît déjà une inflation élevée. Cette spirale varie selon les pays, et est particulièrement forte aux États-Unis et en France. Une augmentation généralisée des salaires pourrait alors soutenir l'inflation dans ces pays.

### Caractère transitoire
La situation provoque des débats au sujet du caractère potentiellement transitoire de l'inflation sur cette période. En septembre 2021, alors que l'interrogation devient plus pressante, la Banque centrale européenne publie un article intitulé « Rising Inflation: Transitory or Cause for Concern? » pour donner le résultat de son enquête, tranchant dans le sens d'une inflation transitoire de moyen terme, devant s'atténuer progressivement avant fin 2023.
En Amérique, Paul Krugman (2021) et d'autres économistes soutiennent que l'inflation serait transitoire. Il cite notamment un article publié par le Council of Economic Advisers, publié en juillet 2021, qui compare six épisodes inflationnistes américains depuis la fin de la Seconde Guerre mondiale, et selon lequel la situation américaine en 2021 est plus proche de celle du pays en 1948 que celle des années 1970. L'inflation serait dans ce cas due à une libération de la demande, qui avait été réprimée pendant la crise de la Covid-19.
Certains économistes, comme Lawrence Summers, soutiennent que l'inflation se maintiendra dans le temps.

### Réancrage des anticipations
Les anticipations d'inflation sont un déterminant significatif de l'inflation future, ce qui rend la perception des acteurs importante. Or, une augmentation durable de l'inflation poserait un risque de désancrage des anticipations de la part des agents économiques. L'article de 2021 de la Banque centrale européenne, « Rising Inflation », montre qu'un désancrage des anticipations d'inflation est l'un des facteurs principaux d'une potentielle augmentation future soutenue de l'inflation.
Pour certains économistes, il est possible que cet épisode soit l'indicateur de la fin de la période de faible inflation et faibles taux d'intérêt que les pays développés avaient connu depuis les années 2000.

### Comparaison avec la stagflation des années 1970
La comparaisons avec les années 1970 semble abusive[réf. nécessaire]. Aux États-Unis, le Conseil économique estime que la crise inflationniste est plus proche de celle que le pays a connu à la fin des années 1940, lorsque le pays a pivoté d'une économie de guerre à une économie civile et que la demande qui avait été réprimée ou suspendue pendant la guerre a pu s'exprimer, plus qu'à la crise inflationniste des années 1970.
Aussi, l'ampleur de l'augmentation des prix des biens de consommation est plus faible dans les années 2020. En 1973 et 1974, les prix du pétrole ont quadruplé, puis doublé en 1979 et 1980, là où les prix du pétrole sont, en termes réels, d'un tiers inférieurs en 2022 qu'en 1980 et en 2008. De plus, les banques centrales ont aujourd'hui dans leur mandat l'objectif explicite de lutter contre l'inflation élevée. L'inflation américaine à la fin des années 1970 était concentrée sur les secteurs des transports et de l'immobilier. En 2021 et 2022, l'inflation américaine est quasiment à égalité dans le domaine des transports, mais est bien plus faibles dans les autres secteurs.